# Lockbourne
Lockbourne ist ein Village in Franklin County im amerikanischen Bundesstaat Ohio, etwa 20 km südlich des Stadtzentrums von Columbus. Lockbourne hat laut Census 236 Einwohner.
In Lockbourne befinden sich zwei denkmalgeschützte Gebäude, die in das National Register of Historic Places (NRHP) aufgenommen wurden, das Ende des 19. Jahrhunderts erbaute Christian S. Herr House, und das in der ersten Hälfte des 19. Jahrhunderts erbaute A. F. Maxwell House.

## Geschichte
Lockbournes Name ist mit dem Bau des Ohio-Erie-Kanals in den Jahren 1825 bis 1832 verbunden. Ein wichtiges Kanalbauwerk waren die acht Schleusenstufen, die hier errichtet wurden, damit die Boote den Höhenunterschied überwinden konnten. Dazu kamen zwei Kanalbecken und die Wehranlage am Big Walnut Creek, die die Wasserzufuhr in den Kanal besonders bei Hochwasser regulierte. Die acht Schleusen trugen die Nummern 23 bis 30 und Lockbourne wurde damals meist „Eight Locks“ (Acht Schleusen) genannt. 
Der Name Lockbourne entstand erst 1831, als Colonel James Kilbourne (1770–1850) die Pläne zur Gründung einer Gemeinde hier an den Schleusen des Ohio-Erie-Kanals einreichte. Lockbourne ist ein Kofferwort das aus der Zusammenziehung von „Lock“ (Schleuse) und dem Namen des Gründers „Kilbourne“ entstanden ist. 
1827–31 wurde von Lockbourne nach Columbus ein 18 km langer Stichkanal gebaut, um Columbus an den Ohio-Erie-Kanal anzuschließen. Auch dieser hatte zwei Schleusen, um den Höhenunterschied von rund 4,20 m zwischen Lockbourne und Columbus zu überwinden. Das erste Boot erreichte Columbus über diesen Stichkanal am 23. September 1831.
Bald nach der Gründung von Lockbourne gab es hier zahlreiche Gaststätten, das Canal House Hotel, einen Umschlagplatz für Frachtgüter, eine Whisky-Brennerei, die zwei eigene Kanalboote zum Transport der Fässer unterhielt, eine Sägemühle und eine Getreidemühle, die den Höhenunterschied zwischen Schleuse 30 und Schleuse 23 zur Gewinnung von Energie aus der Wasserkraft nutzten. Bei Schleuse 30 befand sich auch das Schleusenwärterhaus.
Zwischen 1850 und 1860 nahm die wirtschaftliche Bedeutung des Kanals mit dem Aufkommen der Eisenbahn schnell ab. 1904 befuhr das letzte Kanalboot den Stichkanal zwischen Columbus und Lockbourne. Heute sind im Lock Meadow Park von Lockbourne nur noch die Reste der Schleuse 30 und die Wehranlage zum Big Walnut Creek zu besichtigen. 

### Lockbourne Army Air Base

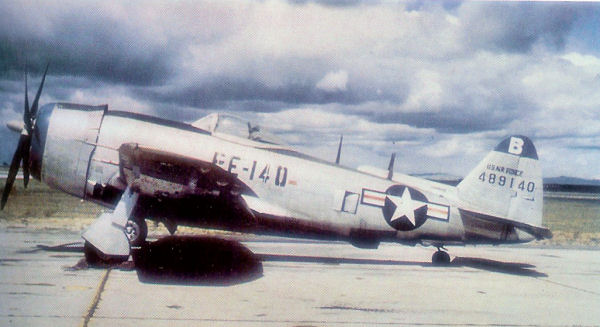
Eine Thunderbolt der 332nd Fighter Group auf der Lockbourne AFB (1947)

Lockbourne liegt nahe dem Flughafen Rickenbacker International und war für dessen ursprüngliche Bezeichnung als Lockbourne Army Air Base (Lockbourne AAB) namensgebend. Da die Army Air Base in Tuskegee im April 1946 geschlossen wurde, verlegte die Army Air Force (AAF) die vorher dort stationierte 477th Composite Group im März 1946 nach Lockbourne. Die 477th CG war die einzige fliegende Kampfeinheit der AAF, die aus Afroamerikanern bestand. Die Piloten der Einheit (vorher 332nd Fighter Wing) werden auch als Tuskegee Airmen bezeichnet. Nach der Verlegung lebten 260 schwarze Offiziere in Lockbourne und Umgebung, etwa 75 % aller schwarzen AAF-Offiziere überhaupt, und 100 % aller schwarzen AAF-Piloten. Nach rassistischen Angriffen auf schwarze Offiziere und Soldaten in Lockbourne legte das National Emergency Committee Against Mob Violence im September 1946 bei Präsident Truman Beschwerde ein.